# Charles Bouvard
Charles Bouvard (Montoire-sur-le-Loir, 1572 - París, 22 d'octubre de 1658) fou un metge i químic francès.

## Biografia
Charles Bouvard exercí com a professor de medecina al Col·legi Reial del 1625 al 1628. També estigué al servei del rei Lluís XIII com a metge, i fou superintendent del Jardí Reial de les Plantes Medicinals. Utilitzà el seu coneixement sobre les plantes per crear remeis a base de flors ordinàries. El seu nom s'associa a la planta Bouvardia ternifolia i al Cap Bouvard, a Austràlia Occidental.